# Isla de Ustica

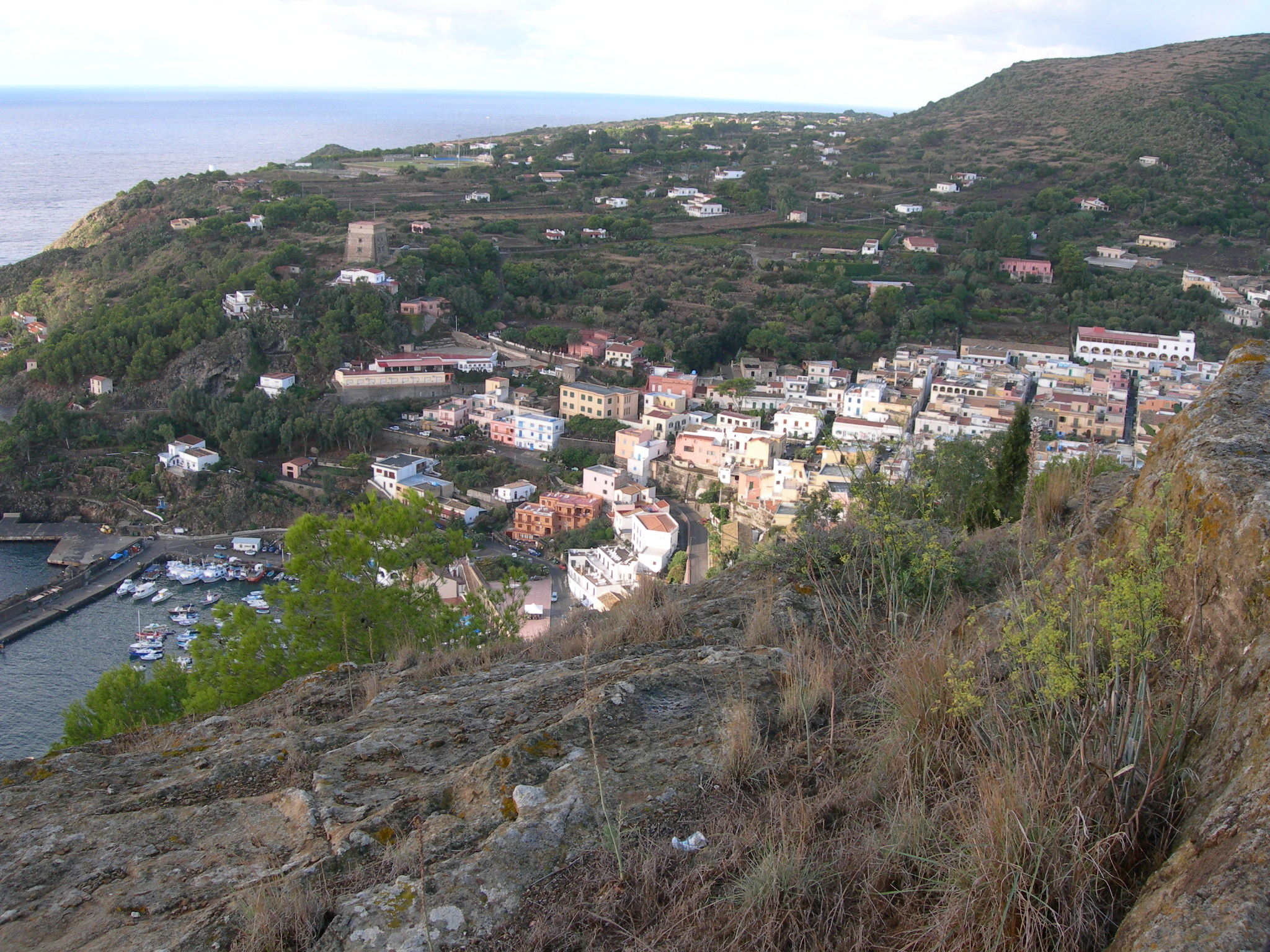
Ustica-paese

Ustica, isla de Italia, ubicada en el Mar Tirreno a 67 km al N.O. de Palermo (Sicilia). Tiene una superficie de cerca de 8,65 km² con una circunferencia de 12 km, y mide 3,5 km de largo por 2,5 km de ancho, con 1.330 habitantes.
Geológicamente afín a las Islas Eolias y de origen volcánico; presenta un relieve de colinas, vestigio de antiguos volcanes ("Punta Maggiore", 244 m; "Guardia dei Turchi", 238 m) que dividen a la isla en dos.
La isla, además, es una de las veinte que forman parte de la "Reserva Natural Marina" de Italia, lo que la convierte un verdadero paraíso para el buceo.

## Evolución demográfica
| Gráfica de evolución demográfica de Isla de Ustica entre 1861 y 2001 |
|                                                                      |
| Fuente ISTAT - Elaboración gráfica por parte de Wikipedia            |

## Historia
Los fenicios habitaron en la isla hacia el 1500 a. C. En la antigua Grecia, fue llamada "Osteodes" (osario) en memoria de los miles de amotinados cartagineses allí abandonados para morir de hambre en el siglo IV a. C. Los romanos la rebautizaron Ustica, del latín "ustum" que significa "quemada", a causa de sus rocas negras características.

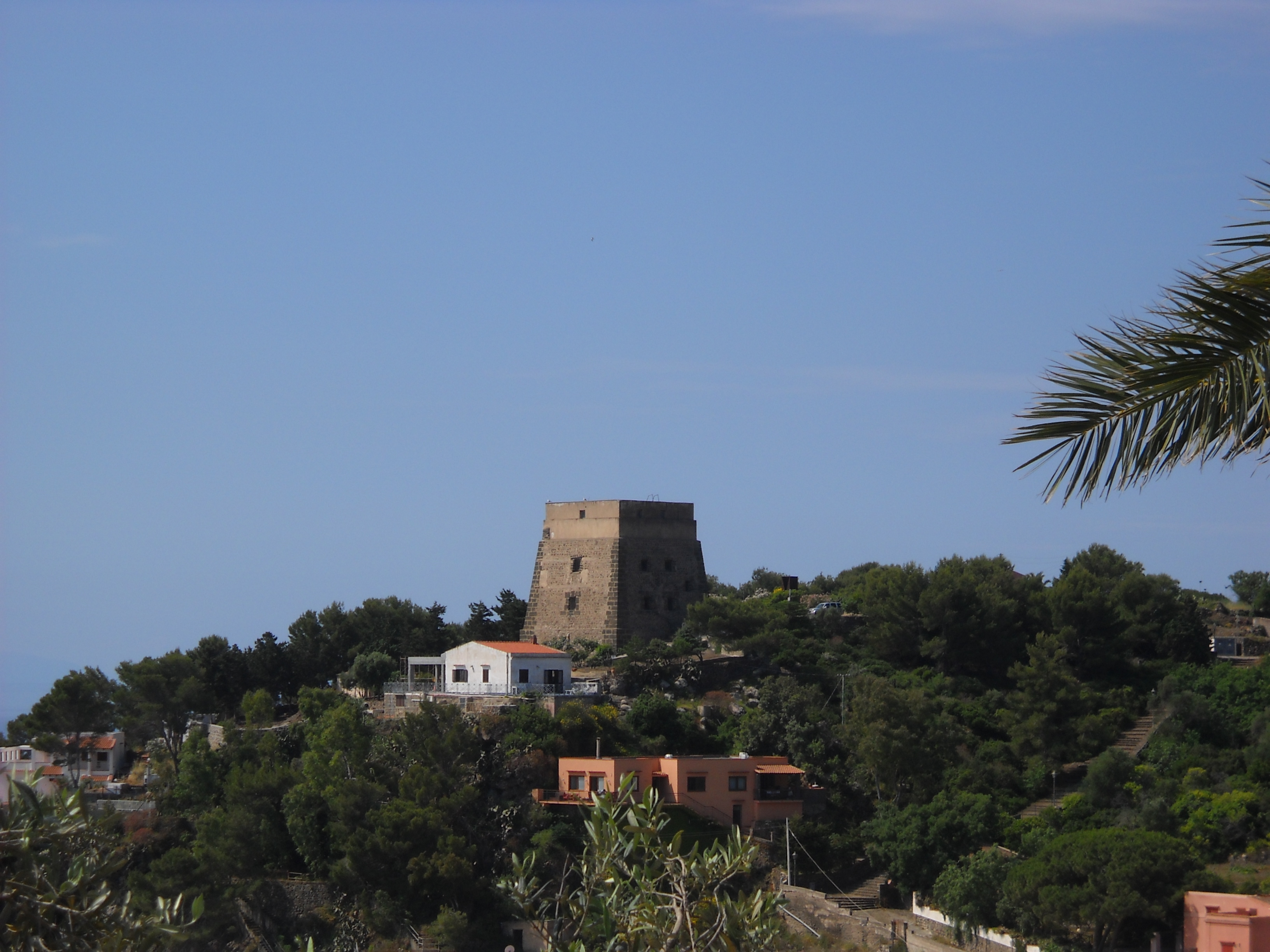
Torre Santa Maria ad Ustica

En el siglo VI se establece en la isla una comunidad Benedictina, que fue rápidamente forzada a trasladarse a causa de las inminentes guerras entre cristianos y árabes. En el Medioevo fallaron las tentativas de colonizarla a causa de frecuentes incursiones piratas, que utilizaron la isla como su refugio.
Solo a partir del siglo XVIII los Borbones asentaron, esta vez de modo estable, a familias provenientes de las Eolias y de Sicilia junto con un centenar de soldados. En 1763, algunas torres de defensa se construyeron para luchar contra la Piratería berberisca: Torre de Santa María, cerca del puerto; y Torre Spalmatore cerca de la punta del mismo nombre, donde la costa es baja y el aterrizaje es fácil.
Durante el régimen fascista y hasta 1950 Ustica fue utilizada como prisión.

Ubicación de la ciudad de Ustica dentro de la provincia de Palermo.

## Ambiente
La característica natural más destacada y peculiar en la presencia de numerosas grutas que se abren a lo largo de las altas costas. Cabe mencionar a Grotta Verde, Grotta Azzurra, Grotta della Pastizza, Grotta dell'Oro, Grotta delle Colonne. Desde el año 1986 se estableció el área marina protegida «Isla de Ustica».  Sin embargo, al escasear el agua y los recursos hídricos en la isla, incluso la vegetación natural es escasa.

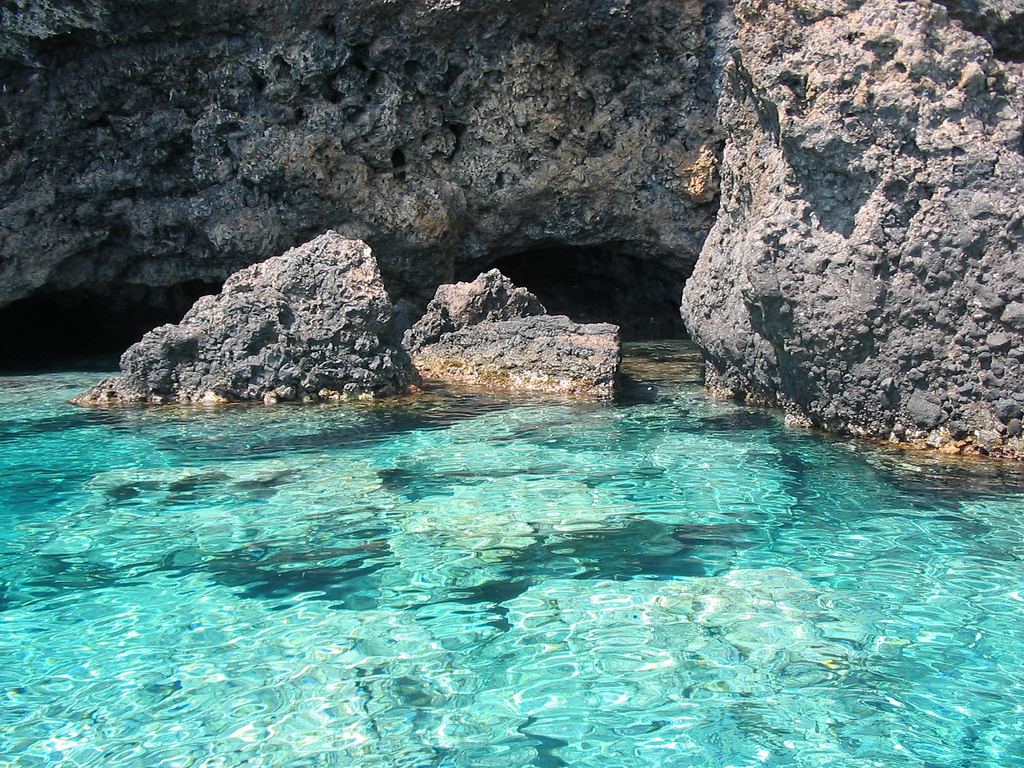
Ustica 3